# OBS문화재단
OBS문화재단은  2007년 12월 26일 설립된 문화체육관광부 소관의 재단법인이다. 사무실은 경기도 부천시 오정구 오정로 233 (오정동)에 있다.

## 주요 사업
- 지역사회문화 발전을 위한 지원
- 방송 전문 인력 양성 및 방송․언론의 발전을 위한 국내외 연구지원
- 남북 화해협력과 재외동포, 아동․청소년 문화 활동 지원 사업
- 문화․예술․스포츠 진흥을 위한 사업 지원